# 民生団事件
民生団事件（みんせいだんじけん、簡体字中国語: 民生团事件、朝鮮語: 민생단사건）は1932年末から1936年3月にかけて、中国共産党の東満特別委員会（1930年10月-1936年6月）および抗日武装組織、東北人民革命軍（1933年9月結成）の朝鮮人幹部や遊撃隊員が、日本の特務スパイ組織、民生団の一員として大量に追放・粛清された事件。「反民生団闘争」とも呼ばれる。

## 概要
1932年、中国共産党延吉県老頭溝区委員会の書記、宋おじいさん（宋令監、송영감、宋老头と記載されるが名前は不明。令監・영감（ヨンガム）は朝鮮語で高齢の男性への敬称、老头（ラオトウ）は中国語で親しみを込めお年寄りを呼ぶ際に使うことば）の転向が発覚、拷問にあった宋おじいさんは20名余りの幹部をスパイと自白したため東満特別委員会は彼らを逮捕、処刑した。この「宋おじいさん事件」がきっかけとなり、この後、3年余りにわたって「反民生団闘争」が全面的に展開される。粛清された朝鮮人幹部や遊撃隊員は400人余りにのぼった。　
北朝鮮の歴史では、金日成が民生団事件を調停したと主張している。　だが確かな証拠はない。

## 親日反共団体「民生団」について
1932年2月15日、満州国建国を前に朝鮮人政客が、龍井村の間島公会堂で民生団の発起総会および創立大会を開催、間島の自治区域化を目指す。500人余りが出席。団長は日本陸軍砲兵大佐の朴斗栄（박두영）。3月1日に満洲国が建国される。10月5日、目標としていた間島の「自治区域化」「特別行政区化」が満洲国・関東軍、朝鮮総督府によって否定されたことで民生団解散を正式に宣言する。　延辺の文献『延辺歴史事件党史人物録』では「民生団は基本的にいかなる「特務スパイ組織」でなもなく、朝鮮人政客が公開で組織した親日反共の反動的社会団体」と規定している。

## 事件の経過
1930年
10月10日、中共満州省委員会の指示により、現在の間島省延吉県（現・延吉市）で「中共東満特別委員会」が組織される。延吉、琿春、和龍、汪清、敦化、安図、撫松、樺甸、額穆、長白など10県の党組織を指揮。
1932年
3月13日、延吉県小母鹿溝の民生団員の家が共産党員20名余りにより襲撃される。
3月24日、局子街（現・延吉市街）近郊で民生団員7名が共産党員により殺害される。
5月以降、民生団に反対するビラが間島各地でばら撒かれる。
8月、宋おじいさんが老頭溝の日本軍憲兵隊に捕まるも一週間後に「逃亡」してきた。これを疑わしく思った中共老頭溝区委員会は宋おじいさんに延吉県農民協会が創刊した「農民闘争報」の印刷作業をさせ、その様子を観察。
10月16日、延吉県細鱗河附近で活動していた延吉県抗日遊撃隊が日本軍憲兵と通訳の朱ら3人を発見し、その場で憲兵を射殺、朱を捕える。朱は宋おじいさんが日本のスパイであると自白。逮捕された宋おじいさんは自らを民生団員と認め、組織の朝鮮人幹部らをスパイと自白。中共東満特別委員会は宋おじいさんがあげた20名余りを逮捕し処刑した。（宋おじいさん事件）
1933年
3月、中共東満特別委員会は組織部長の金聖道を和龍漁浪村抗日遊撃隊に派遣し、反民生団闘争を展開させる。清算委員会は平崗区農民協会責任者の李化春を逮捕し、査問を経ずに処刑。これ以後、和龍抗日遊撃隊内で反民生団闘争が全面的に展開され、2、3ヶ月の間に数十人が粛清される。
5月、中共東満特別委員会は機関紙『両条戦線』で反民生団闘争を理論化、体系化する。
5月、民生団員とされた李龍国・汪清県委員会書記が、ほか10名とともに銃殺される。
6月、中共満州省委員会吉東局常任委員の潘慶由（朝鮮族　?-1933年7月）と楊波が汪清県小汪清根拠地で、中共東満特委書記の童長栄（1907-1934）と会見、中共中央の「1・26」指示を伝達。その後に潘慶由らの主催で開かれた汪清県委第1次拡大会議で、汪清県委員会書記の李用国と県委軍事部長の金明均を民生団員として査問。
9月、中共東満特別委員会は第1次拡大会議を開催、以後、反民生団闘争がさらに過熱する。「民生団の親玉」とされた金聖道は「誤りも犯したが民生団員ではない」と手を噛み切り、「民生団ではない」と血書を残すが処刑される。
10月、汪清県委員書記の金権一が民生団員として逮捕・銃殺される。
1935年
1月、民生団員と疑われた韓英浩が拷問に耐えきれず、東北人民革命軍第2軍独立師第1団3連連長の朴春和と独立師師長の朱鎮らを民生団員と自白。民生団との嫌疑をうけた東満特別委員会組織部長の李相黙が脱走する。（韓英浩事件）
2月17日、朱鎮が逃走。その後、朱鎮の部下40人余りが民生団員とされる。
2月24日～、大荒崴会議が開かれ民生団問題を討議。
3月、民生団員と疑われた李宋一・汪清県委書記兼中共東満特別委員会粛反委員会主席・宣伝部長が殺害される。
4月1日、脱走した李相黙・元中共東満特別委員会組織部長が「敬愛する琿春県鮮人党員諸君」と題した文章で漢族幹部を批判。
8月1日、中共が「抗日救国のために全同胞に告げる書」（8・1宣言）を出す。各民族が協力して抗日闘争することを呼びかける。
1936年
2月、寧安県で東北人民革命軍第2軍と第5軍、中共東満特別委員会の連席会議を開く。反民生団闘争の誤りを認める。
3月、3年半にわたる民生団闘争が終了。